# 罗曼·沙罗诺夫
罗曼·谢尔盖耶维奇·沙罗诺夫（Роман Сергеевич Шаронов，1976年9月8日—），是一名俄罗斯职业足球运动员，司职后卫。曾效力于俄罗斯足球超级联赛球队喀山红宝石，是俄甲球队哈巴罗夫斯克能源的主教练。

## 俱乐部生涯
沙罗诺夫在家乡球队莫斯科火车头出道，并于1993年开始代表预备队参加俄罗斯低级别足球联赛。1997年，沙罗诺夫转会加盟中国足球乙级联赛球队上海福豹。1997年回国在俄罗斯足球甲级联赛球队克拉斯诺亚尔斯克冶金效力。1999年转投另一支俄甲球队喀山红宝石，并在2002年帮助球队获得联赛冠军，升级到俄罗斯足球超级联赛。他在俄超赛季表现出色，入选了俄罗斯国家队，但2004年和俱乐部的新合同谈判破裂，最后没有和球队续约，转投格罗兹尼捷列克。2007年他加盟雅罗斯拉夫尔辛尼克 ，一年后回到喀山红宝石，和球队签约两年，并帮助球队在2008赛季和2009赛季两次夺得联赛冠军。2009年12月，他和球队续约两年。续约后不久他因为韧带撕裂接受手术治疗，伤停半年。现在他担任俄甲球队哈巴罗夫斯克能源的主教练。

## 国家队生涯
2004年3月21日，沙罗诺夫在俄罗斯和保加利亚的友谊赛中首次代表国家队出场。他入选俄罗斯国家队参加2004年欧洲足球锦标赛的名单。在小组赛第一轮俄罗斯0比1不敌西班牙的比赛中，他在22分钟和88分钟两获黄牌而被罚下。 他最后一次代表国家队出场是在9月4日和斯洛伐克的比赛。
2012年5月11日，他入选俄罗斯国家队参加2012年欧洲足球锦标赛的26人初选名单，并最终进入最终的23人大名单。